# Кук, Дэвид
Эта статья о певце. О мастере боевых искусств см. статью Кук, Дэвид Чарльз.
Дэвид Роланд Кук (англ. David Roland Cook, Хьюстон, США, 20 декабря, 1982) — американский рок-певец, победитель музыкального телешоу American Idol сезона 2008 года (сезон 7). Опередил финалиста Дэвида Арчулета на 12% голосов. До участия в конкурсе выпустил свой первый альбом Analog Heart. В ноябре 2008 году выпустил альбом, ставший платиновым по сертификации RIAA. 

## Дискография

### Студийные альбомы
- Analog Heart (2006)
- David Cook (2008)
- This Loud Morning (2011)

### EP
- American Idol (2006)